# Dagpåfugleøje
Dagpåfugleøje (Inachis io) er en sommerfugl i takvingefamilien. Den er udbredt i næsten hele Europa og østpå gennem den tempererede del af Asien til Japan. I Danmark findes den over hele landet, selv på mindre øer. Dagpåfugleøjen strejfer en del om og kan både ses i det åbne land og i villakvarterer, hvor der er mange blomster. Flest ses dog på fugtige, frodige steder langs skovbryn, i skovlysninger, moser og ved søer, hvor brændenælden vokser. De første overvintrende sommerfugle ses allerede i marts, mens de første nye eksemplarer dukker op omkring 20. juli. I september bliver der færre sommerfugle, idet de nu finder steder at overvintre. Dagpåfugleøjen kan vandre over forholdsvis store afstande – op til flere hundrede kilometer. Derfor kan man af og til møde den på Færøerne, selvom den ikke almindeligvis er hjemmehørende der.

## Udseende
Dagpåfugleøjen hedder dagpåfugleøje, fordi den har pletter på vingerne der ligner øjne. Sommerfuglens farver minder om påfuglehannens, når han slår halen ud. Sommerfuglen kan ikke forveksles med andre sommerfuglearter i hele verden. Dagpåfugleøjens vingeundersider er knapt så spraglede. Her er den dominerende farve mørkt gråbrun, uden de store pletter eller prikker, farven minder lidt om meget mørk bark. Vingefanget er meget variabelt, det ligger mellem 40 og 60 mm.
- Dagpåfugleøje
- △ Dagpåfugleøje

## Forsvar med lyde
Dagpåfugleøjen har et ekstra kort på hånden over for fjender ud over de store forvirrende øjepletter på vingerne. Sommerfuglen kan sige lyde! Ved at gnide bagvingerne mod forvingerne kan den frembringe en hidsig hvæsen og lavfrekvente lyde, der skræmmer fjender som mus og flagermus.

## Livscyklus
Dagpåfugleøjen har kun en enkelt generation pr. år. Æggene lægges på stor nælde eller humle og klækkes omkring 2 uger senere. Efter 2-5 uger er larven udvokset og forpuppes. Efter et par uger klækkes puppen. Sommerfuglen overvintrer som voksent individ. Den overvintrer på kølige og mørke steder som f.eks. hule træer, brændestabler, skure, spalter i sten og stengærder.

## Foderplanter
Larven lever mest af brændenælder. De voksne dagpåfugleøjer suger nektar af forskellige blomster, f.eks. tidsler (kærtidsel, agertidsel og burre), hjortetrøst, mælkebøtte og pil og sommerfuglebuske i haver.

## Galleri
| Galleri med danske arter i Takvingefamilien |
| --- |
| Egentlige takvinger ↓ - Perlemorsommerfugle ↓ Randøjer ↓ - Monark - Leptidea sinapis - Iris - Apatura iris - Poppelsommerfugl - Limenitis populi - Hvid admiral - Limenitis camilla Egentlige takvinger - Kirsebærtakvinge - Nymphalis polychloros - Østlig takvinge - Nymphalis xanthomelas - Det hvide L - Nymphalis vaualbum - Sørgekåbe - Nymphalis antiopa - Dagpåfugleøje - Aglais io - Admiral - Vanessa atalanta - Tidselsommerfugl - Vanessa cardui - Nældens takvinge - Aglais urticae - Det hvide C - Polygonia c-album - Nældesommerfugl - Araschnia levana Pletvinger - Okkergul pletvinge Melitaea cinxia - Mørk pletvinge Melitaea diamina - Brun pletvinge Mellicta athalia - Askepletvinge Euphydryas maturna - Hedepletvinge Euphydryas aurinia Perlemorsommerfugle - Kejserkåbe Argynnis paphia - Østlig perlemorsommerfugl - Argynnis laodice - Markperlemorsommerfugl Argynnis aglaja - Skovperlemorsommerfugl Argynnis adippe - Klitperlemorsommerfugl - Argynnis niobe - Storplettet perlemorsommerfugl Issoria lathonia - Engperlemorsommerfugl Brenthis ino - Moseperlemorsommerfugl Boloria aquilonaris - Brunlig perlemorsommerfugl Boloria selene - Rødlig perlemorsommerfugl Boloria euphrosyne - Violet perlemorsommerfugl Clossiana dia Randøjer - Galathea Melanargia galathea - Sandrandøje Hipparchia semele - Skovbjergrandøje Erebia ligea - Græsrandøje Maniola jurtina - Engrandøje Aphantopus hyperanthus - Buskrandøje Pyronia tithonus - Moserandøje Coenonympha tullia - Okkergul randøje Coenonympha pamphilus - Perlemorrandøje Coenonympha arcania - Herorandøje Coenonympha hero - Skovrandøje Pararge aegeria - Vejrandøje Lasiommata megera - Skovvejrandøje Lasiommata maera - Bjergvejrandøje Lasiommata petropolitana |